# Grupo Editorial Norma
El Grupo Editorial Norma es una editorial colombiana que se especializa en la literatura infantil y escolar. Fundada en 1960, es la marca sombrilla de Carvajal Soluciones Educativas, empresa de la Organización Carvajal. Durante unos años fue una de las principales editoriales latinoamericanas de libros de ficción adulta, pero en 2011 decidió abandonar esta área.
Norma está presente no solo en Colombia, sino también en otros países de habla hispana, como Argentina, Chile, Ecuador, Guatemala, México, Perú y Puerto Rico; además, a través de sus aliados estratégicos, ha llegado a los mercados de Panamá y Costa Rica. 
Centrada en crear, desarrollar e implementar soluciones educativas para el aula del siglo XXI en América Latina, que incluyen tecnología para el mejor aprendizaje de los estudiantes, genera y produce libros de texto escolar para los niveles preescolar, primaria y secundaria; libros de literatura infantil y juvenil, y libros de gerencia, en formatos impreso y digital, de acuerdo con las tendencias educativas del momento.

## Historia
El Grupo Editorial Norma fue fundado en 1960 en Cali, Colombia, como una editorial para crear, desarrollar e implementar soluciones educativas para el aula del siglo XXI, aportando tecnología que potencia el aprendizaje de los estudiantes. Después de haber logrado ser una de las editoriales de ficción más importantes de Hispanoamérica publicando "algunas de las más exitosas obras literarias", Norma decidió en 2011 reenfocar sus negocios hacia el área infantil y de educación y cerrar sus áreas de ficción, autoayuda, bolsillo y no ficción, lo que, de hecho, significó el fin de la editorial tal como se la conocía hasta entonces. Su nueva denominación oficial es Carvajal Educación, que es producto de la unión de dos de los importantes negocios de la Organización Carvajal: Bico Internacional y Norma. Como lo explicó Carvajal Educación, sus esfuerzos los concentraría "en literatura infantil y juvenil, textos escolares, diccionarios, manuales de gerencia y papelería; es decir, cuadernos, lápices de colores y mochilas". Muchos escritores lamentaron esta decisión, que conllevó la desaparición del prestigioso premio que Norma había instituido, con la Asociación para la Promoción de las Artes (Proartes), llamado Premio La Otra Orilla, que se entregó de 2005 a 2011.

## Colecciones
Las colecciones de literatura infantil que saca Norma son: Torre de Papel Amarilla, Torre de Papel Naranja, Torre de Papel Roja, Torre de Papel Azul, GOLU y Buenas Noches; las de juvenil: Fuera de Serie, Cara Cruz, Zona Libre, Fantasy y Sol y Luna
Norma cuenta asimismo con un catálogo de Gerencia, Administración y Negocios. Con el sello Greenwich produce programas escolares para la enseñanza y el aprendizaje del inglés; publica además libros de texto de diferentes disciplinas. También tiene una línea de contenidos digitales.